# Mystery Science Theater 3000
Mystery Science Theater 3000 (abreviado MST3K, también conocido en España como Misterio en el espacio) es una serie de televisión estadounidense de 211 episodios creada por Joel Hodgson y producida por Best Brains, Inc. La serie original fue emitida del 24 de noviembre de 1988 al 8 de agosto de 1999. Inicialmente fue transmitida por la cadena KTMA en su temporada piloto pero, en vista del éxito que obtuvo, fue posteriormente emitida por The Comedy Channel, Comedy Central y, durante sus últimas temporadas, por Sci-Fi Channel. En el año 2015 el creador y primer presentador de la serie Joel Hodgson organizó una campaña de micromecenazgo para producir un revival de la serie de 14 episodios. La nueva temporada fue emitida por Netflix en el año 2017. La serie narra la historia de un hombre y sus robots, que quedan atrapados en el «Satellite of Love» (Satélite del amor) donde son forzados por perversos científicos a ver las peores películas de la historia, por lo general películas de serie B del género de ciencia ficción, aunque no se limitaban a este género. En 1996 se lanzó la película Misterio en el Espacio: La Película. En el año 2007, el reportero de la revista Time James Poniewozik, catalogó a la serie como una de las 100 mejores series de todos los tiempos. El 14 de abril de 2017 Netflix publicó 14 nuevos episodios de la nueva versión de la serie con el humorista estadounidense Jonah Ray como actor principal, acompañado por Felicia Day y Patton Oswald en el papel de la villana principal y su cómplice, respectivamente.
El programa inicialmente fue protagonizado por Hodgson como Joel Robinson, un conserje atrapado por dos científicos locos ("The Mads") en el Satélite del Amor en órbita terrestre y obligado a ver una serie de películas B para monitorear su reacción hacia ellas. Para mantener la cordura, Joel crea compañeros robots inteligentes, incluidos Tom Servo, Crow T. Robot y Gypsy, para que le hagan compañía y le ayuden a comentar con humor cada película a medida que se reproduce, un proceso conocido como riffing. Cada episodio de dos horas presentaba una sola película (a menudo editada por limitaciones de tiempo), a veces precedida por varios cortos antiguos y películas educativas, con Joel, Tom y Crow mirando en silueta desde una fila de asientos de cine en la parte inferior de la pantalla. . Estos "segmentos de teatro" estaban enmarcados con bocetos intersticiales llamados "segmentos de presentador". El elenco del programa cambió a lo largo de su duración; En particular, el personaje de Joel fue reemplazado por Mike Nelson (interpretado por Michael J. Nelson) a mitad de la quinta temporada del programa. Otros miembros del elenco, la mayoría de los cuales también fueron escritores del programa, incluyen a Trace Beaulieu, Josh Weinstein, Jim Mallon, Kevin Murphy, Frank Conniff, Mary Jo Pehl, Bill Corbett, Paul Chaplin y Bridget Jones Nelson. El resurgimiento de 2017 presenta un elenco principalmente nuevo, que incluye a Jonah Ray, quien interpreta al nuevo sujeto de prueba humano Jonah Heston, junto con Felicia Day y Patton Oswalt como "The Mads" y Baron Vaughn, Hampton Yount y Rebecca Hanson expresando a Tom Servo, Crow T. .Robot y Gitano, respectivamente. La temporada 13 trae de vuelta a este elenco e integra a Emily Connor, interpretada por Emily Marsh, y otros de las giras en vivo de esta época.

## Argumento
Cuando el disparatado Doctor Clayton Forrester y su igualmente chiflado asistente Frank se aburren de su trabajo en el centro de investigaciones Deep 13 secuestran al ordenanza Joel y lo envían al espacio en el Satellite of Love. Estando en el espacio, Joel construye a Tom Servo y Crow T., que serán sus amigos robot y le ayudarán a resistir el ataque de películas de serie "Z" que los desquiciados científicos le están forzando a ver.

## Premisa
Si bien el elenco de MST3K cambió a lo largo de su historia, la premisa básica del programa sigue siendo consistente: un sujeto de prueba humano: primero Joel Robinson (Joel Hodgson), luego Mike Nelson (Michael J. Nelson) y, más recientemente, Jonah Heston (Jonah Ray). ) y Emily Connor (Emily Marsh), ha sido encarcelada a bordo de la nave espacial Satellite of Love por científicos locos (llamados colectivamente "The Mads") y se ve obligada a ver una serie de películas malas para encontrar una que impulse al sujeto de prueba.
En un intento por mantener la cordura, Joel construyó robots inteligentes ("los robots") a partir de piezas a bordo del Satélite del Amor, y posteriormente permanecieron a bordo con los sucesores de Joel como sujetos de prueba. Los Bots incluyen a Tom Servo, Crow T. Robot, GPC (anteriormente Gypsy), que está a cargo de las operaciones de los satélites, y Cambot, el registrador silencioso de los experimentos. Crow y Servo se unen al sujeto de prueba humano para ver la película en la sala del satélite. Para no volverse loco, el trío frecuentemente comenta y bromea durante la película, un proceso conocido como "riffing". A intervalos regulares a lo largo de la película, los presentadores abandonan el cine y regresan al puente del satélite para realizar bocetos (comúnmente llamados "segmentos de presentadores") que a menudo satirizan la película que se está viendo.

## Formato
El formato general de un episodio de MST3K se ha mantenido igual durante toda la serie. Los episodios duran aproximadamente 90 minutos (excluyendo las pausas comerciales) y comienzan con un breve segmento introductorio en el que el anfitrión humano y los 'bots interactúan con los Mads antes de que se les envíe la película. Durante el mandato de Joel Hodgson y Jonah Ray como anfitriones (y durante un breve período al comienzo de la era Mike Nelson), los anfitriones y los Mads participan en un "intercambio de inventos" en el que cada uno muestra sus últimos inventos. Luego, sirenas y luces intermitentes ("Señal de película") indican a los personajes que entren al cine.
En el cine, el anfitrión humano y los robots Tom y Crow se sientan en una fila de asientos del teatro, que se muestran en silueta en la parte inferior de la pantalla, un enfoque que Hodgson llamó "Shadowramma". Luego, los tres hacen riffs de la película (que a veces va acompañada de uno o más cortometrajes) mientras se reproduce tanto para ellos como para el público. Ocasionalmente, el formato de silueta se utiliza como fuente de humor o como medio para crear barras de censura discretas para escenas que contienen desnudez. El espectáculo entra y sale del teatro a través de una "secuencia de puertas", una serie de seis puertas que se abren o cierran cuando la cámara (presumiblemente Cambot) las atraviesa.
En intervalos regulares a lo largo del episodio, los personajes abandonan el teatro y realizan bocetos, generalmente inspirados en los eventos de la película o corto que se proyecta, y con frecuencia hacen uso de canciones originales y comedia de utilería. Algunos bocetos incorporan personajes u otros recursos nuevos o recurrentes; el anfitrión consultaría una cámara externa, "Rocket Number Nine", para mostrar los eventos que suceden fuera del satélite, y la "Pantalla de visualización Hexfield" se usaría para comunicarse con otros personajes desde el puente del barco. Al final de cada boceto, "Movie Sign" (una referencia al concepto de wormsign de la clásica novela de ciencia ficción Dune de Frank Herbert) se activa nuevamente y los personajes deben volver a ingresar al teatro.
Durante el período de Hodgson en el programa, el boceto final a bordo del Satélite a menudo incluía la lectura de correos de fans del "MST3K Info Club". Las lecturas de correo de fans disminuyeron durante el mandato de Mike Nelson como presentador y se eliminaron por completo una vez que el programa pasó al canal Sci-Fi. El boceto final de un episodio generalmente termina con los Mads, con el protagonista Mad pidiéndole a su lacayo que "presione el botón" para finalizar la transmisión y pasar a la secuencia de créditos. Después de los créditos, se reproduce un breve clip humorístico de la película destacada (o, en ocasiones, el corto que la acompaña) como un "aguijón" para finalizar el episodio.
En noviembre de 1993, una selección limitada de episodios se volvió a empaquetar en un programa de una hora titulado Mystery Science Theatre Hour, destinado a ser más adecuado para la distribución fuera de la red. En estos, el episodio original se dividió en dos partes, cada una de aproximadamente 45 minutos de duración, excluyendo los comerciales. Las nuevas parodias que abrieron y terminaron cada episodio incluyeron a Mike Nelson interpretando al presentador de televisión Jack Perkins, en una parodia de la serie Biography de Perkins, en un simulacro de halago del episodio de MST3K que se muestra.

## Reparto
- Joel Hodgson es él mismo (hasta la quinta temporada, y aparición especial en la temporada 10).
- Michael J. Nelson es él mismo (desde la quinta hasta la décima temporada).
- Trace Beualieu es Dr. Clayton Forrester/Crow T. (voz) (hasta la séptima temporada y en Misterio en el Espacio: La Película).
- Bill Corbett es Crow T. (voz) (temporadas 8, 9 y 10)/Observer "Brain Guy" (Temporadas 8, 9 y 10).
- John Weinstein es Tom Servo (voz) (hasta la temporada 1)/Gypsy (voz) (temporada 0)/Dr. Larry Erhardt (hasta temporada 1).
- Kevin Murphy es Tom Servo (voz) (desde la temporada 2 hasta la temporada 10)/Cambot (temporada 0)/Professor Bobo (Temporada 8, 9 y 10).
- Jim Mallon es Gypsy (voz) (hasta la temporada 8).
- Patrick Bransteg es Gypsy (voz) (desde la octava temporada hasta la décima).
- Frank Cornnif es Frank (hasta la temporada 5 y aparición especial en la temporada 10).
- Mary Jo Pehl es Magic Voice (desde la quinta temporada hasta la 7º)/ Pearl Forrester (temporadas 7, 8, 9 y 10).

## En la cultura popular
- Futurama presentó siluetas de robots que se asemejan a Crow y Servo en el episodio de la temporada 2 "Raging Bender".[3]
- El cartel de la película de 1996 se puede ver en la comedia de 2005 The 40-Year Old Virgin[4] y en la comedia de terror de 2017 Happy Death Day.[5]
- En la película de Disney de 2004 directamente a video El rey león 3: Hakuna Matata, Timón y Pumba se muestran en silueta comentando la película que se les muestra, en un estilo similar al del programa. Roger Allers, codirector de la película original de 1994, sugirió este formato.[6]